# Bernd Albert
Bernd Albert (* 23. Dezember 1940 in Stettin, Pommern) ist ein deutscher Offizier (Generalmajor a. D.). Er war u. a. Kommandeur des Kommandos Luftbewegliche Kräfte/4. Division und der Offizierschule des Heeres.

## Leben
Beförderungen
- 1964 Leutnant
- 1967 Oberleutnant
- 1970 Hauptmann
- 1974 Major
- 1977 Oberstleutnant
- 1983 Oberst
- 1991 Brigadegeneral
- 1994 Generalmajor

Albert trat 1961 in die Bundeswehr (Panzeraufklärungsausbildungskompanie 160 in Flensburg) ein. Er absolvierte den Offizieranwärterlehrgang an der Kampftruppenschule II in Munster. 1961 war er beim Panzeraufklärungsbataillon in Eutin. 1962 besuchte er die Heeresoffizierschule II in Hamburg. Von 1962 bis 1969 war er Zugführer und S3 beim Panzeraufklärungsbataillon in Lüneburg. 
Von 1973 bis 1975 nahm er am 16. Generalstabslehrgang (H) an der Führungsakademie der Bundeswehr (FüAkBw) in Hamburg teil. Von 1975 bis 1977 war er G3 im HQ der Central Army Group (CENTAG) in Mannheim. 1977 wurde er Referent im Führungsstab des Heeres (Fü H III 1) in Bonn. Von 1979 bis 1981 war er Kommandeur des Panzeraufklärungsbataillons 1 in Braunschweig. 1981 wurde er G3 bei der 1. Luftlandedivision in Bruchsal. Von 1983 bis 1987 fungierte er als Chef des persönlichen Stabes CINCENT in Brunssum. 1987 wechselte er als Referatsleiter Fü H III 1 nach Bonn. 1989/90 war er Kommandeur der Panzergrenadierbrigade 4 in Göttingen. 1990 wurde er zur Umwandlung in eine Heimatschutzbrigade (später Panzerbrigade 39) Kommandeur der 4. motorisierten Schützendivision in Erfurt.
Von 1991 bis 1994 war er Stabsabteilungsleiter Fü H III in Bonn. 1994/95 war er Kommandeur des Kommandos Luftbewegliche Kräfte/4. Division in Regensburg. 1995 wurde er Kommandeur der Offizierschule des Heeres (OSH) in Hannover.
Albert ist römisch-katholisch, verheiratet und hat zwei Kinder.

## Auszeichnungen
- 1962: Niedersächsische Flutmedaille
- 1990: Ordre national du Mérite (Officer)
- 1999: Bundesverdienstkreuz am Bande